# Francis Harrison Pierpont
Francis Harrison Pierpont (Morgantown, 25 gennaio 1814 – Pittsburgh, 24 marzo 1899) è stato un politico statunitense.

## Biografia
Fu uno dei governatore della Virginia, succedette a William Smith (il 35º governatore) per poco tempo. Dopo di lui vi fu prima Henry H. Wells e poi finalmente il 36° effettivo governatore, Gilbert Carlton Walker.
Nato vicino a Morgantown e cresciuto nello stato della Virginia occidentale, studiò all'Allegheny College. Alla sua morte tre dei suoi 4 figli gli sopravvissero, sposò Julia Augusta Robertson.